# William Salloch
William Salloch (geboren als Siegfried Arthur Wilhelm Salloch, 11. April 1906 in Layß, Kreis Neidenburg; gestorben 4. Februar 1990 in Mount Kisco, New York) war ein deutschamerikanischer Buchantiquar.

## Leben
Siegfried Salloch war ein Sohn des Lehrers Emil Salloch, der von Salzburger Exulanten abstammte, und der Käte Dlugokiewski, sein Bruder Heinz (Henry) Emil Salloch (1908–1985) wurde Grafikdesigner in den USA. Salloch wuchs in Berlin auf und besuchte dort ein humanistisches Gymnasium. Er studierte ab 1925 Philologie und wurde 1931 mit einer Dissertation über Hermann von Metz promoviert. Er war 1932 als Universitätsassistent an der Universität Tübingen. Salloch heiratete 1933 die promovierte Historikerin und Kommilitonin Marianne Blum (1909–1989). Salloch bewarb sich 1933 für eine Stelle als Bibliothekar bei der Preußischen Staatsbibliothek in Berlin, wurde aber wegen seiner jüdischen Ehefrau abgelehnt. In den nächsten Jahren arbeitete er bei Verlagen und Buchhändlern und gab eine Buchreihe mit Städteansichten im eigenen Stufen-Verlag Dr. S. W. Salloch heraus.
Salloch und seine Frau emigrierten im Dezember 1936 in die USA, er arbeitete zunächst beim Verlag J. J. Augustin. Sie gründeten 1939 in New York den Antiquariatsbuchhandel William Salloch. Old, Rare and Scholarly Books. Er erhielt 1942 die amerikanische Staatsbürgerschaft und leistete von 1942 bis 1945 Wehrdienst im US Army Medical Corps. Das Buchantiquariat spezialisierte sich auf Inkunabeln, Renaissance- und Barockliteratur sowie Handschriften, die Salloch auf dem amerikanischen und europäischen Markt einsammelte und in über 400 Mailing lists und Katalogen anbot. Daneben schrieb er Beiträge in Fachzeitschriften. 1957 verlagerte das Ehepaar Salloch den Wohn- und Geschäftssitz nach Ossining, New York.
William und Marianne Salloch waren Gründungsmitglieder der „Antiquarian Booksellers' Association of America“ (ABAA). Ab 1975 war Salloch Vorstandsmitglied in der „International League of Antiquarian Booksellers“ (ILAB).
Ihre eigene Büchersammlung zum Buchwesen stellten sie 1976 im Grolier Club aus und dann nochmals 1984 in der J. Regenstein Library der University of Chicago. Seine Handbibliothek und die wertvolleren Teile des Lagers wurden postum 1991 bei Christie’s versteigert. Eine kleine Sammlung ging an die University of Chicago Library.

## Schriften (Auswahl)
Siegfried Salloch

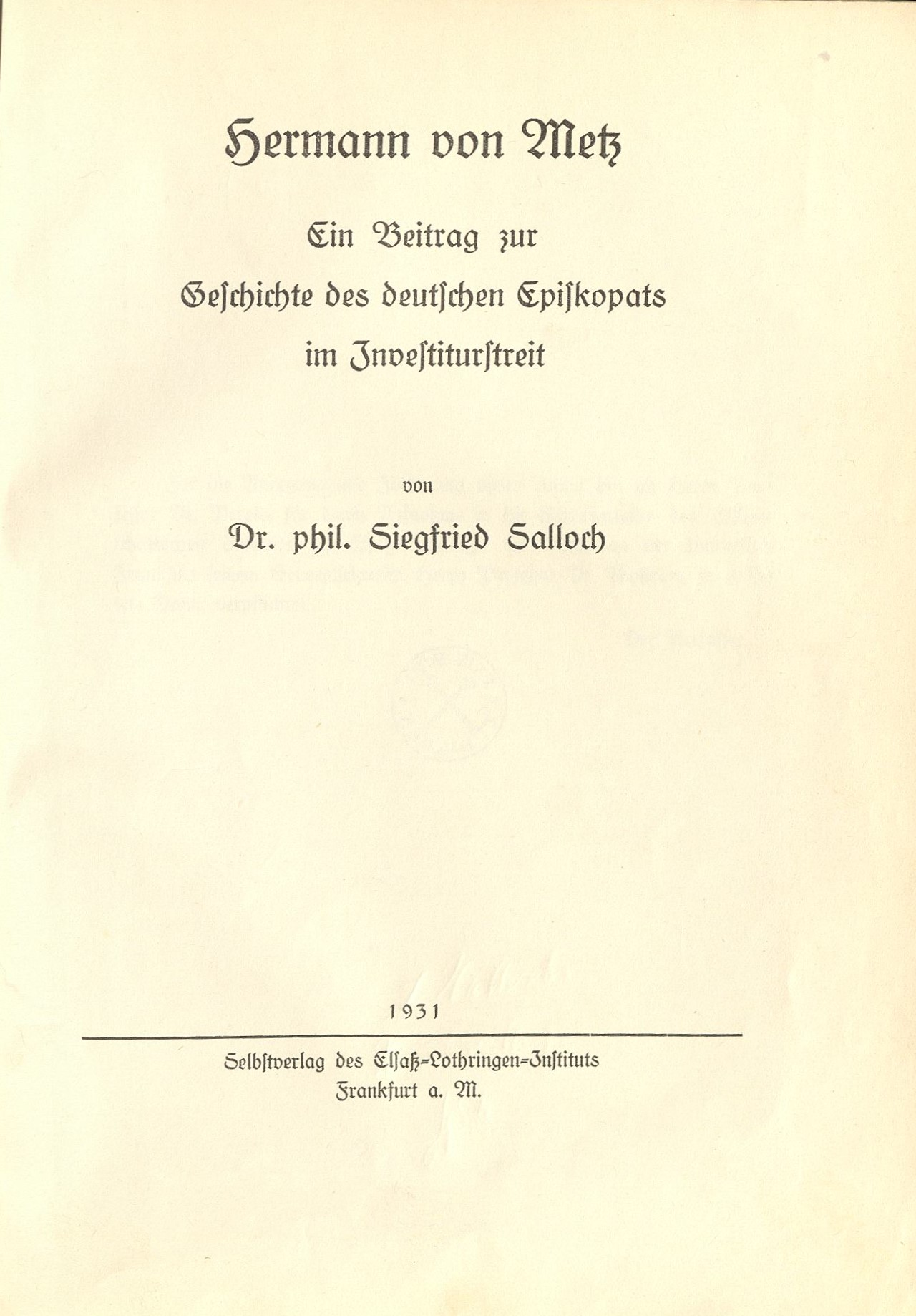
Dissertation (1931)

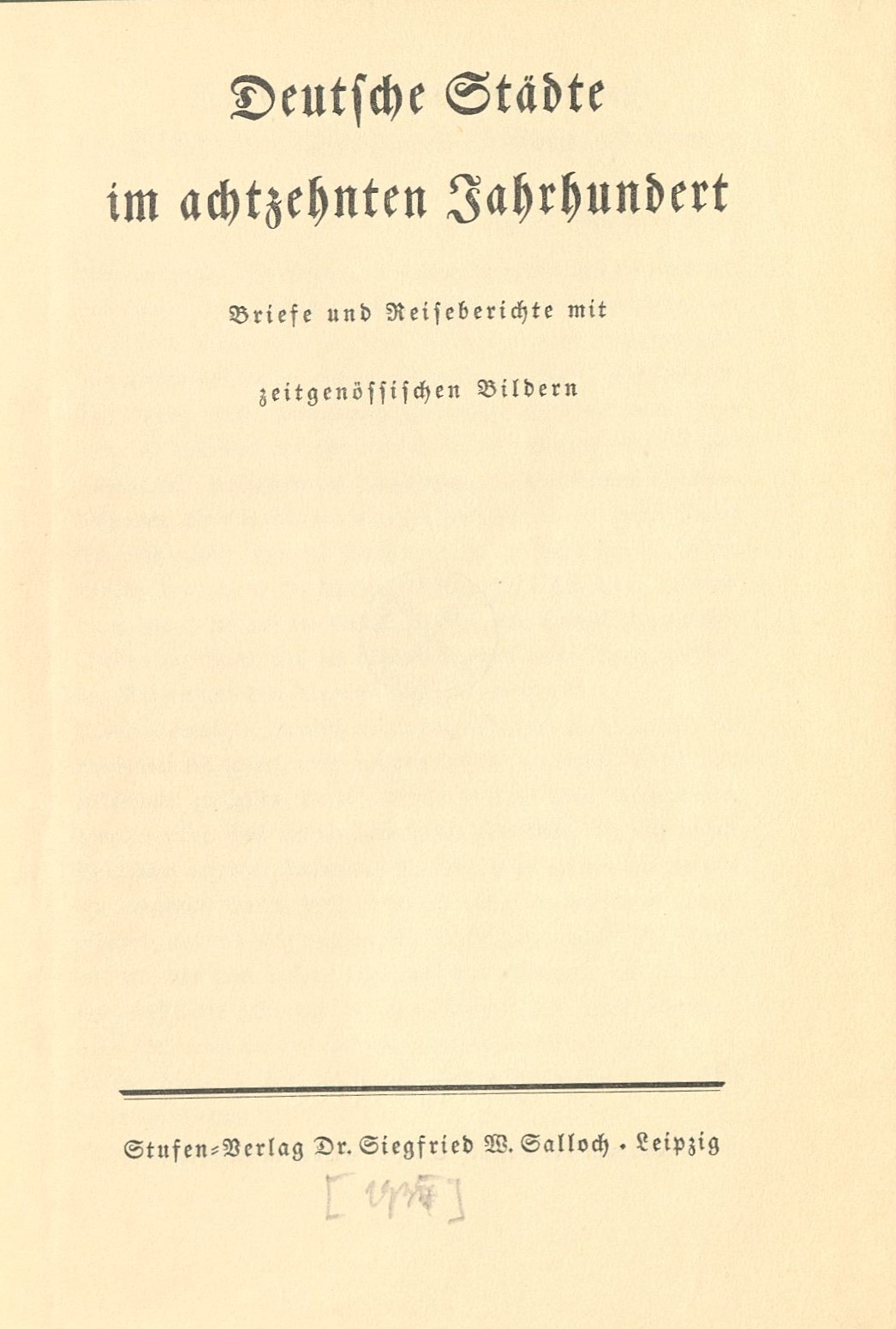
Siegfried Salloch: Deutsche Städte (1935)

- Hermann von Metz. Ein Beitrag zur Geschichte des deutschen Episkopats im Investiturstreit. Buchdruckerei Rudolf Möll, Stockach (Bad.) 1931 (Dissertation).
- Das Jagdbüchlein. Mit Kupferstichen von Johann Elias Ridinger (1698–1767) und Texten aus alten deutschen Jagdbüchern.  Stufen-Verlag Dr. S. W. Salloch, Leipzig 1935
- (Hrsg.): Deutsche Städte im achtzehnten Jahrhundert. Briefe und Reiseberichte mit zeitgenössischen Bildern. Stufen-Verlag Dr. S. W. Salloch, Leipzig 1935
- Deutsche Städte im siebzehnten Jahrhundert / Kupferstiche von Matthäus Merian. Berichte von Zeitgenossen. Nachwort: S. W. Salloch. Stufen-Verlag Dr. S. W. Salloch, Leipzig 1935
- Deutsche Städte um 1500: Holzschnitte aus Hartmann Schedel's Weltchronik und zeitgenössischen  Beschreibgungen. Deutsche Städte im siebzehnten Jahrhundert. Kupferstiche von Matthäus Merian. Berichte von Zeitgenossen. Stufen-Verlag Dr. S. W. Salloch, Leipzig 1935

William Salloch
- Menschen mit Büchern. Ein Spaziergang durch unsere Sammlung. In: Börsenblatt für den deutschen Buchhandel Bd. 32, 1976, S. A 329-A339.
- Gesellschaftsarbeiten Basler Buchdrucker. Zur Wirtschaftsgeschichte des Frühdrucks. In: Börsenblatt für den deutschen Buchhandel, 29. November 1985, S. A 401-411.
- William Caxton. In: Severin Corsten u. a. (Hrsg.): Lexikon des gesamten Buchwesens. Band 2. 2., völlig neu bearbeitete und erweiterte Auflage. Hiersemann, Stuttgart 1989, ISBN 3-7772-8911-6, S. 82–83.

Marianne Salloch
- Die lateinische Fortsetzung Wilhelms von Tyrus. Abel, Greifswald 1934 (= Dissertation Universität Berlin, 27. Juli 1934).